# Kluis de Neder-Heembeek
Le Kluis de Neder-Heembeek est un ancien hospice connu jadis sous le nom d'hospice des « cinq plaies du Christ » et situé à Neder-Heembeek, un des deux anciens villages composant Neder-Over-Heembeek, section de la ville belge de Bruxelles.

## Historique

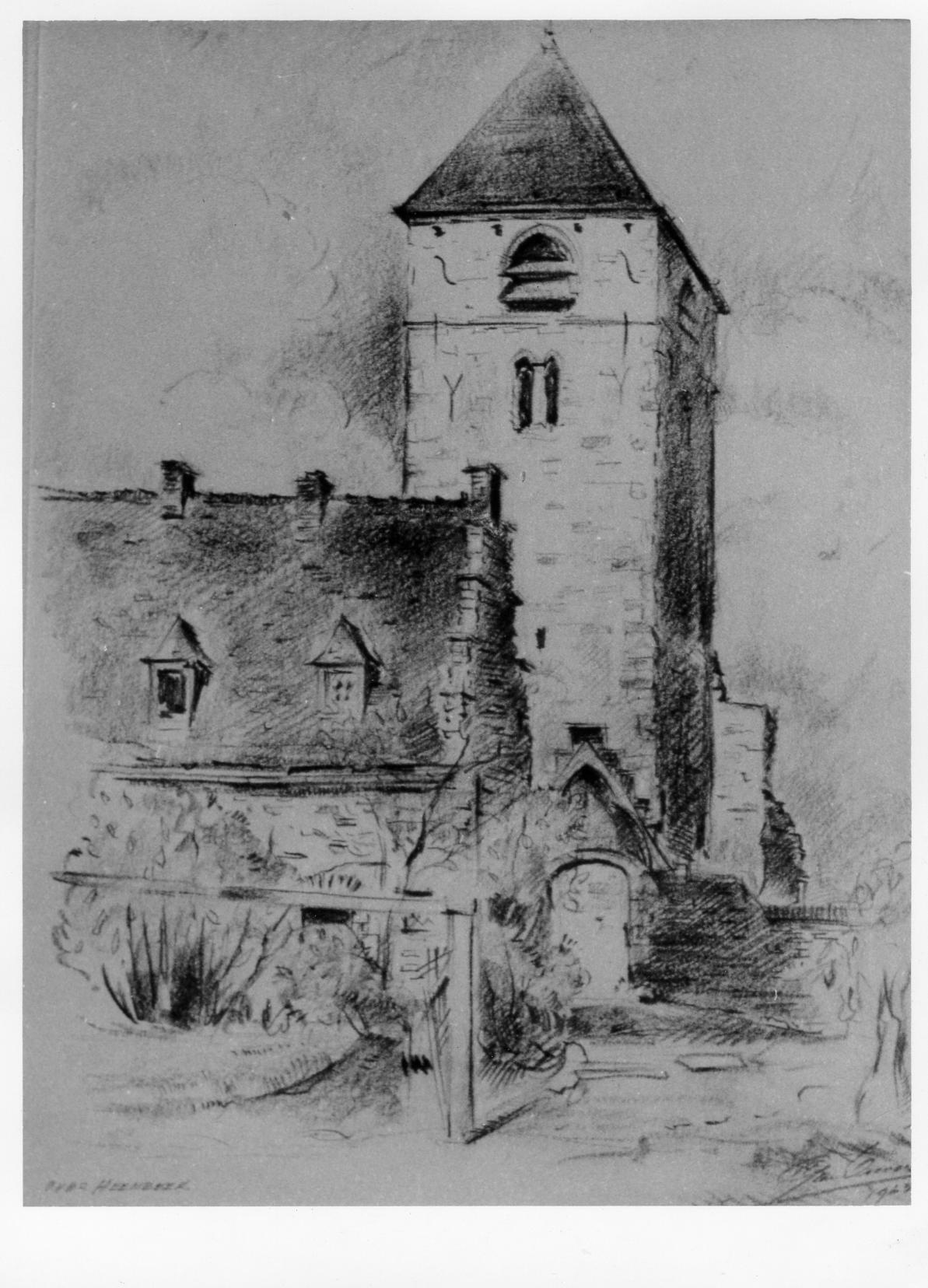
Le Kluis et la tour romane de Neder-Heembeek en 1963, dessin de Léon van Dievoet.

L'hospice fut fondé en 1487 grâce aux dispositions testamentaires de Nicolas de Vucht, premier maître des comptes de la cour de Brabant sous Maximilien d'Autriche.
Il comprenait cinq pièces destinées à accueillir cinq vieillards indigents,. En 1855, il en accueillait encore trois.
Il fut restauré à la fin du XIXe siècle par le notaire Albert De Ro, propriétaire du château de Meudon, ancien château dans le parc duquel se dresse le Kluis.
Durant les années 1960 (après 1962), la Ville de Bruxelles, devenue propriétaire des lieux, fit restaurer le Kluis et de la tour romane de Neder-Heembeek par Jean Rombaux, architecte de la Ville. 
Rombaux procéda à la démolition d'éléments d'allure médiévale ajoutés par Albert De Ro et qu'il jugeait de « fort mauvais style », comme un mur d'enceinte à créneaux avec portail (au nord-ouest) et un grand portail situé au sud (que l'on aperçoit sur le dessin réalisé en 1963 par Léon Van Dievoet).
Après sa restauration, le Kluis est devenu un lieu de rencontre pour personnes âgées.
Le Kluis et la tour romane de Neder-Heembeek font l'objet d'un classement au titre des monuments historiques depuis le 17 avril 1997.

## Architecture extérieure
Situé à côté de la tour romane de Neder-Heembeek, le Kluis est érigé comme elle en moellon.
Il présente deux murs à pignon à redents (au nord et au sud) comptant chacun neuf gradins et consolidés par des ancres de façade en forme de barre ou de fer à cheval.
Le mur gouttereau oriental (orienté vers la tour romane) est percé de cinq petites portes surmontées d'arcs de décharge et de cinq fenêtres rectangulaires à traverse de pierre.
Le mur gouttereau occidental présente cinq petites portes semblables mais les fenêtres qui les accompagnent sont plus petites, carrées et dépourvues de traverse de pierre. Ce mur est surmonté de lucarnes à croupes.

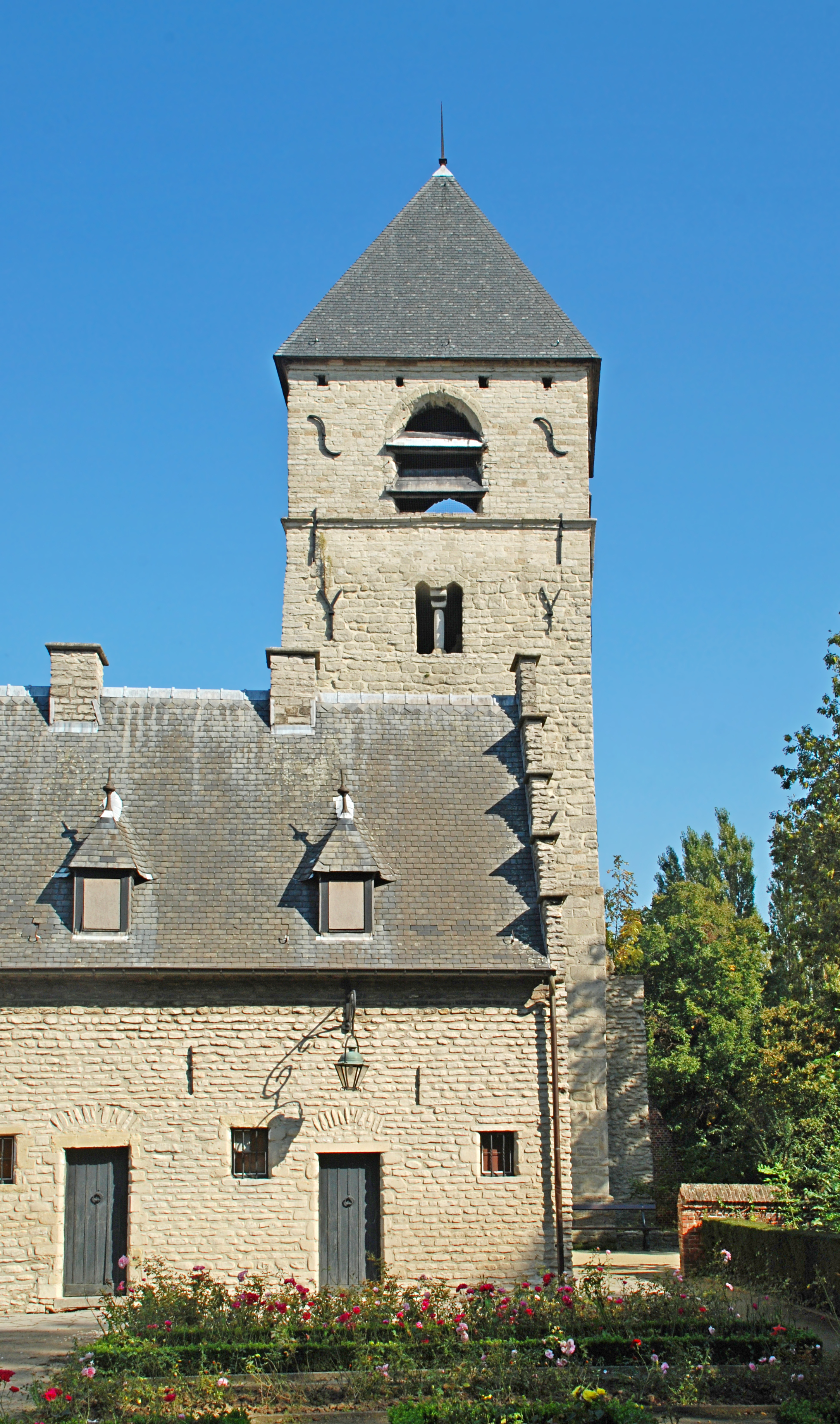
Le kluis et la tour.
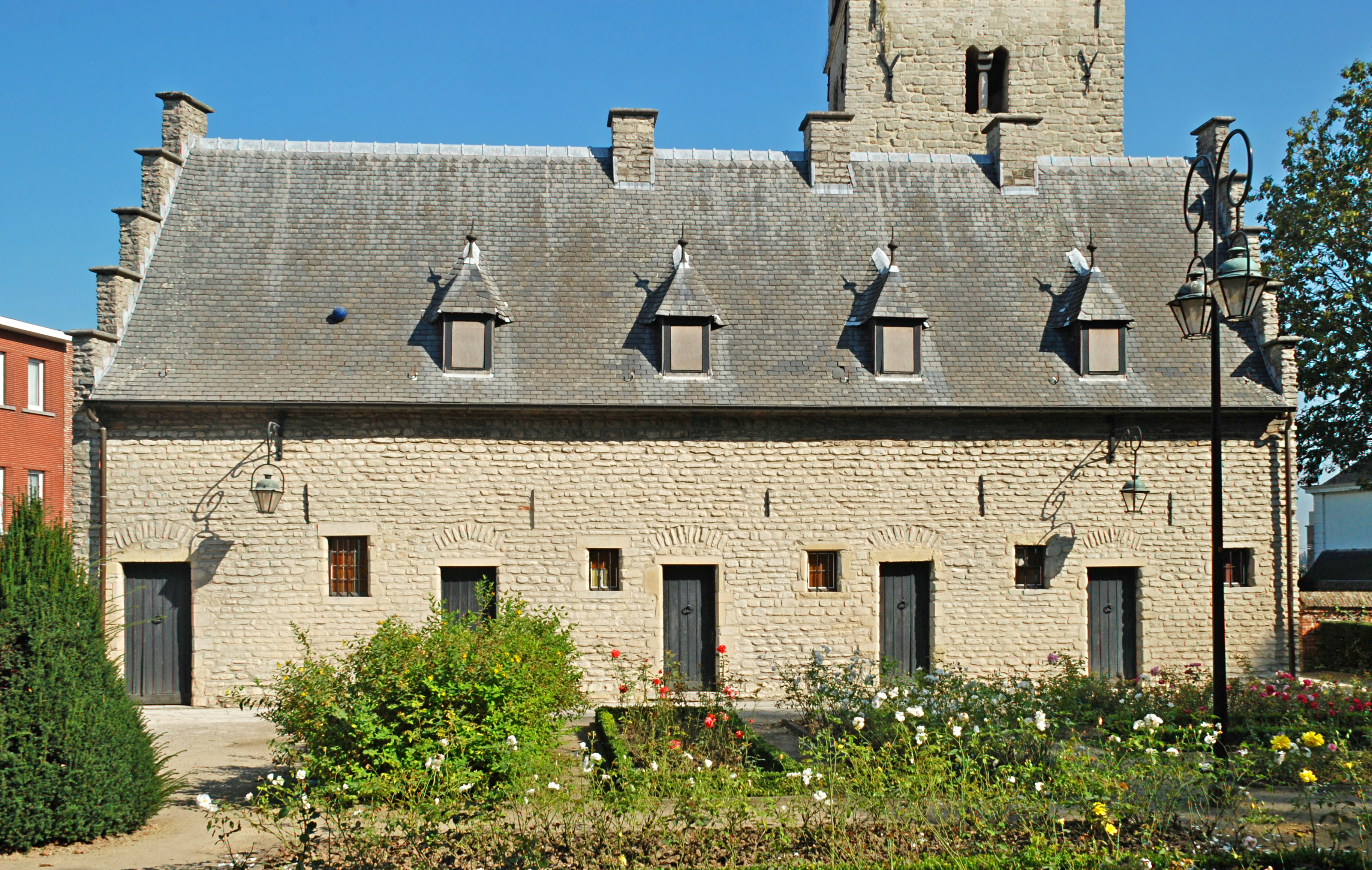
La façade occidentale.
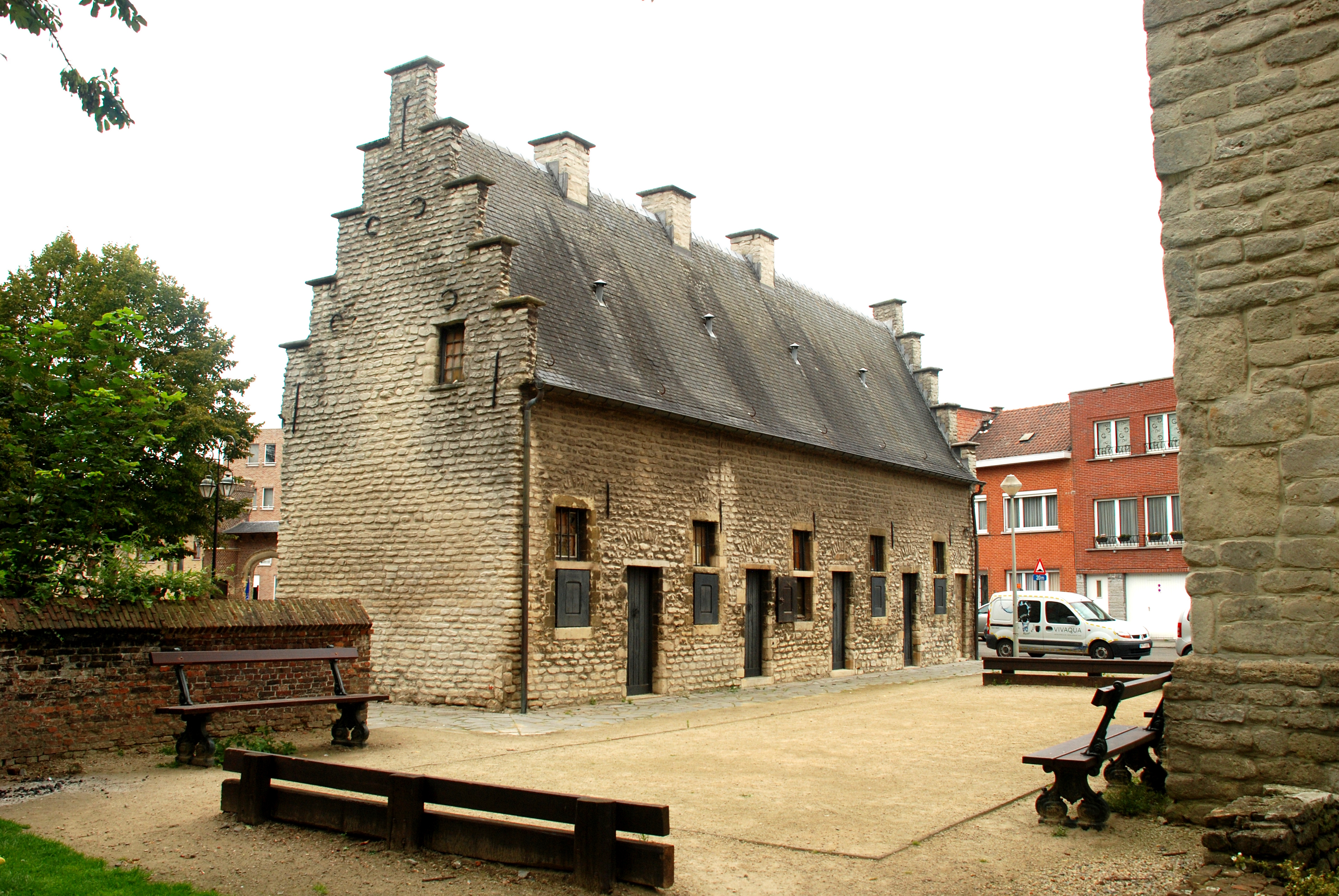
La façade orientale.

## Architecture intérieure
À l'intérieur, le premier logement est orné d'une belle cheminée en pierre portant la devise latine « In mediocritate voluptas » encadrée de deux blasons portant les lettres D et R, initiales du notaire Albert De Ro.
La cheminée du deuxième logement affiche quant à elle la devise « In labore virtus ».

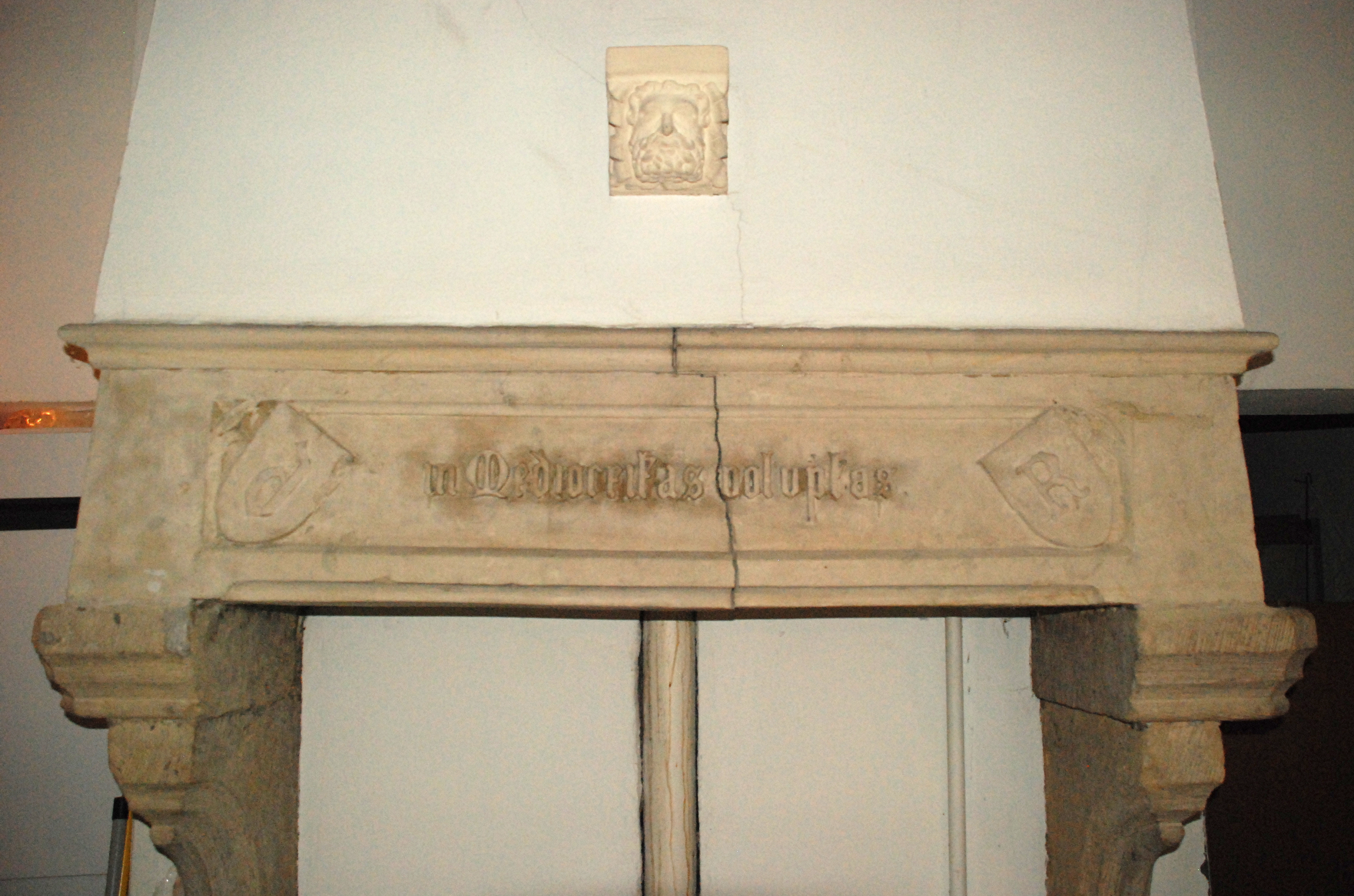
Cheminée du premier logement « In mediocritate voluptas ».
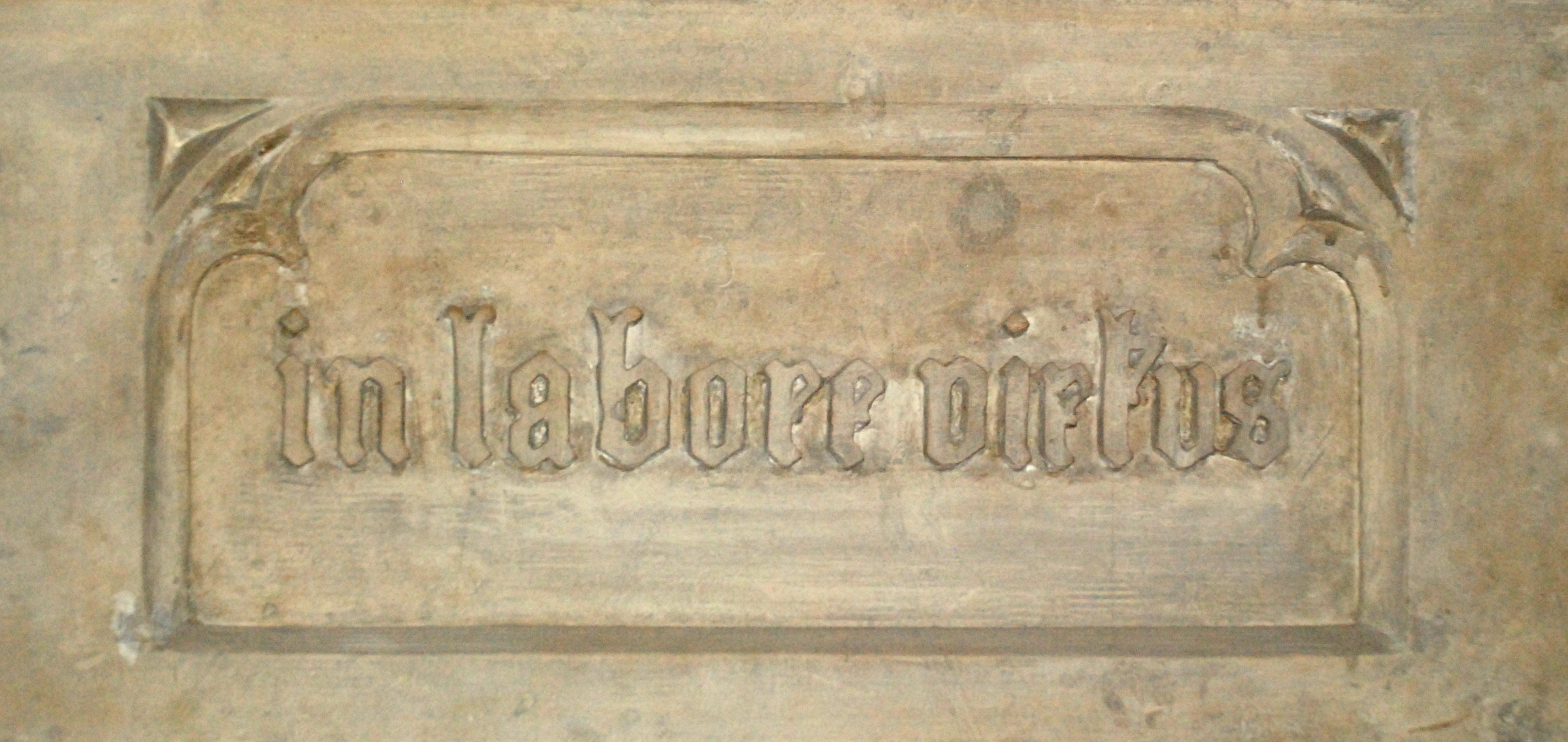
Cheminée du deuxième logement « In labore virtus ».